# Eugenie Baird
Pour les articles homonymes, voir Baird.
Eugenie Baird, née le 19 novembre 1923 et morte le 12 juin 1988, est une chanteuse de jazz américaine.

## Origines
Elle est née à Mount Lebanon en Pennsylvanie. Son père est Eugene Baird. L'annonce de décès du père le dit contremaître dans le bâtiment mais une autre source indique qu'Eugenie Baird vient d'une famille d'artistes de théâtre. Elle chante dans des chorales lors de sa scolarité.

## Radio
Une de ses premières expérience à la radio est une émission qu'elle anime sur l'émetteur KDKA (en) à Pittsburgh, émission pour laquelle elle a été choisie après une audition dans son lycée. Pendant un an, elle est la partenaire de chant de Bing Crosby dans l'émission Kraft Music Hall (en) sur NBC. En 1946, elle dispose de sa propre émission hebdomadaire, Eugenie Baird Sings sur ABC. La même année, elle est ensuite « sélectionnée parmi plus de 50 filles pour chanter les plus grands tubes de tous les temps » dans l'émission hebdomadaire de Paul Whiteman, Forever Tops, toujours sur ABC. Elle doit pour cela quitter New-York pour Hollywood. L'émission démarre en janvier 1946 et se poursuit jusqu'en 1947. Elle chante aussi dans l'émission The Jack Smith Show (en) sur NBC.
En plein âge d'or de la radio (en), elle chante en 1947-1948 dans l'émission The Alec Templeton Show et dans le Don McNeill's Breakfast Club (en). En février 1949, elle est la chanteuse vedette de l'émission Sing It Again. Toujours en 1949, elle est l'une des participantes à un enregistrement d'un groupe de chanteuses pour une série de 13 disques en transcription électrique (en) destinés à la diffusion radiophonique d'une campagne pour la United States Navy Reserve, avec en vedette le chef d'orchestre Eddy Duchin (en).
Elle signe chez la compagnie de production Langlois & Wentworth, Inc. en 1950 et participe à des transcriptions électriques de disques pour la radio intitulées Remember When. En 1954, elle chante avec Earl Wrightson (en) dans l'émission hebdomadaire Musicland U.S.A. sur CBS.

## Big bands
Elle démarre dans les big bands avec Maurice Spitalny et Benny Burton, puis chante avec Jan Savitt (en) avant de rejoindre Tony Pastor. En 1943, elle devient la première chanteuse du Casa Loma Orchestra. En novembre 1948, le magazine Billboard rapporte qu'elle est la chanteuse vedette de la tournée de concert de Paul Whiteman.
En 1944, le spécialiste du jazz George T. Simon (en) la décrit comme « la plus belle fille que j'ai vue chanter dans un orchestre, et de plus, l'une des plus belles voix que j'ai entendue derrière un micro ».
Une de ses dernières apparitions est à un festival de jazz à New-York où elle chante avec le Casa Loma Orchestra.

## Vaudeville et night-clubs
Elle fait ses débuts dans le genre du vaudeville à New-York avec le show d'Henny Youngman,. On la voit aussi avec Ray Eberle (en) au Steel Pier dans le New Jersey en août et septembre 1947. En septembre 1948, elle se produit au Copa nightclub de Pittsburgh.

## Théâtre
Elle tient le rôle de la jeune ingénue dans la revue Angel in the Wings (en) à Broadway (1947-1948).

## Cinéma
On la voit avec Pee Wee Hunt (en) et The Pied Pipers dans Smoke Rings, un court métrage d'Universal Pictures présentant le Casa Loma Orchestra. Sorti en juillet 1943, le film comprend les morceaux Can't Get Stuff in Your Cuff, That's My Affair, et Little Man with the Hammer.

## Jingles et publicité
En 1950, elle produit des jingles pour la radio.

## Discographie
- The Bells of San Raquel with Tony Pastor (Bluebird, 1941)
- So Near and Yet so Far (en) with Tony Pastor (Bluebird, 1941)
- My Heart Tells Me (en) with Glen Gray (Decca, 1943)
- Suddenly It's Spring with Glen Gray (Decca, 1944)
- I Fall in Love Too Easily avec Mel Tormé et ses Mel-Tones (Decca, 1945)
- Baby, It's Cold Outside/The Hucklebuck (en) avec Cab Calloway (Hi-Tone, 1949)
- Candy Kisses (en) avec le Bob Curtis Quartet (Hi-Tone, 1949)
- How It Lies, How It Lies (Hi-Tone, 1949)
- Hurry, Hurry, Hurry (Hi-Tone, 1949)
- Duke Ellington album (Design, 1960)